# 21966 Hamadori
21966 Hamadori este un asteroid din centura principală de asteroizi.

## Descriere
21966 Hamadori este un asteroid din centura principală de asteroizi. A fost descoperit pe 27 noiembrie 1999 la Stația Anderson Mesa în cadrul programului LONEOS. Asteroidul prezintă o orbită caracterizată de o semiaxă mare de 2,41 ua, o excentricitate de 0,31 și o înclinație de 6,6° în raport cu ecliptica.